# NGC 4845
NGC 4845, indicata anche NGC 4910, è una galassia a spirale distante 65 milioni di anni luce, situata prospetticamente nella costellazione della Vergine e originariamente scoperta dall'astronomo William Herschel nel 1786.
Si ritiene che la galassia integri nel suo centro un buco nero supermassiccio da 300 000 masse solari.
Nel 2013, gli strumenti dell'Agenzia Spaziale Europea osservarono il buco nero assorbire materia da un oggetto vicino di massa tra le 14 e le 30 masse gioviane che fu ipotizzato potesse essere una nana bruna. Il flare, costituito da radiazione ai raggi X, scaturito dal centro galattico che palesò il fenomeno venne catturato dal telescopio spaziale INTEGRAL dell'ESA.